# David Brydie Mitchell

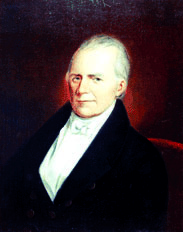
David Brydie Mitchell

David Brydie Mitchell (* 22. Oktober 1766 in Muthill, County of Perth, Schottland; † 22. April 1837 in Milledgeville, Georgia) war ein US-amerikanischer Politiker und zweimaliger Gouverneur des Bundesstaates Georgia.

## Frühe Jahre und politischer Aufstieg
Der aus Schottland stammende David Mitchell kam 1782 nach Savannah in Georgia, wo er eine Erbschaft seines Onkels David Brydie antrat. Zum Zeitpunkt seiner Ankunft war der Unabhängigkeitskrieg noch in vollem Gange. In Savannah studierte er Jura und wurde 1789 als Anwalt zugelassen. Im selben Jahr beantragte er die amerikanische Staatsbürgerschaft.
Seine politische Karriere begann 1794, als der glühende Anhänger von Thomas Jefferson und dessen Demokratisch-Republikanischer Partei in das Repräsentantenhaus von Georgia gewählt wurde. Dort verbrachte er zwei Amtszeiten bis 1798. Anschließend war er für drei Jahre Richter am Superior Court von Georgia (1798–1801) und dann Bürgermeister von Savannah (1801–1803). In dieser Zeit tötete er einen politischen Konkurrenten in einem Duell. Nach einer kurzen Zeit als Bundesstaatsanwalt war er 1804–1806 im Senat von Georgia. Mitchell war auch ein aktiver Soldat der Miliz von Georgia und brachte es dort 1806 bis zum Generalmajor.

## Gouverneur von Georgia
Am 9. November 1809 wurde Mitchell gegen den Amtsinhaber Jared Irwin zum Gouverneur von Georgia gewählt. Er war der letzte Gouverneur Georgias, der außerhalb der Vereinigten Staaten geboren wurde. In seiner ersten Amtszeit förderte er den wirtschaftlichen Aufschwung, den Ausbau des Transportwesens und die Ausweitung des Banksystems auf ganz Georgia. 1811 wurde er, wieder gegen Jared Irwin, in eine zweite Amtszeit gewählt. Seine zweite Amtszeit war überschattet vom Krieg der Vereinigten Staaten gegen Großbritannien, dem sogenannten Krieg von 1812. Der Gouverneur verlieh der Landesverteidigung höchste Priorität. Er ordnete die Belagerung von 17 britischen Schiffen an, die am St. Marys River vor Anker gegangen waren.
Bemerkenswert ist auch noch eine Expedition in den Westen des Landes, die der Gouverneur auf Wunsch von Präsident James Madison in die Wege leitete und die seinem Nachfolger Peter Early noch zu schaffen machen sollte, weil sie zu Indianerkonflikten führte. 1813 kandidierte er nicht für eine Wiederwahl. Zwei Jahre später allerdings wurde er gegen Early, der die Wahl 1813 gewonnen hatte, zum dritten Mal zum Gouverneur gewählt. Im Wesentlichen setzte er die Politik seiner bisherigen Amtszeiten fort. Er förderte den Ausbau der Binnenschifffahrt und unterstützte die University of Georgia mit Geldern aus dem Staatshaushalt. 1817 trat er von seinem Amt zurück, um als Nachfolger des verstorbenen Benjamin Hawkins Beauftragter der Bundesregierung für die Creek-Indianer zu werden.
Nach ihm ist Mitchell County in Georgia benannt.

## Lebensabend und Tod
In seiner Funktion als Indianerbeauftragter handelte er 1818 und 1821 zwei erfolgversprechende Verträge mit den Creek aus. Überschattet wurde das allerdings von einem Skandal, den sein politischer Gegner und Nachfolger im Amt des Gouverneurs, John Clark, auslöste. Clark warf Mitchell vor, Sklaven aus Afrika verbotenerweise nach Georgia geschmuggelt zu haben, um sie dann nach Alabama weiterzuverkaufen. Hintergrund war das offizielle Verbot des Sklavenhandels durch die US-Regierung wenige Jahre zuvor. Dieses Gesetz, das zwar den Sklavenhandel, nicht aber die Sklaverei selbst verbot, war trotzdem in Georgia von Anfang an umstritten. Aufgrund der Vorwürfe wurde Mitchell 1821 von Präsident James Monroe aus seinem Amt entlassen. In Georgia selbst hat ihm dieser Vorwurf nicht allzu sehr geschadet. 1828 bis 1837 war er Richter im Baldwin County und 1836 wurde er nochmals in den Senat von Georgia gewählt. Er starb im April 1837 in der damaligen Staatshauptstadt Milledgeville.
Seit 1792 war er mit Jane Mills verheiratet, mit der er mindestens vier bekannte Kinder hatte.